# Nipponosaurus sachalinensis
Nipponosaurus sachalinensis Nagao, 1936 era un dinosauro a becco d'anatra che visse in Asia durante il Cretacico superiore (Santoniano-Campaniano, tra 85,8 e 70,6 milioni di anni fa).

## Descrizione
Affine a dinosauri come l'Anatotitan e lo Shantungosaurus, questo dinosauro, a differenza del significato del nome, fu trovato nel 1934 in Russia grazie all'olotipo UHR 6590. Tra i suoi resti spiccano un osso mascellare, parti della colonna vertebrale, una scapola sinistra ed un ischio. Benché le ossa ritrovate siano però tra le meno conservate fra tutti gli adrosauri, si stima che il 60% dello scheletro sia completo. Recentemente, si è poi scoperto che l'olotipo era un subadulto, di circa 7 metri e mezzo. Inoltre, analisi cladistiche hanno scoperto che questo dinosauro era strettamente imparentato col più noto americano Hypacrosaurus.